# Artemó (pintor)
Artemó (en llatí Artemon, en grec antic Ἀρτέμων)) fou un pintor mencionat per Plini el Vell que dona la llista d'algunes de les seves obres.
No es coneix el seu país ni la seva època però era probablement grec, i va viure possiblement el segle III aC. Plini diu que va pintar un quadre de la reina Estratonice.